# Élections générales britanniques de 1796
Les élections générales britanniques de 1796 se sont déroulées en Grande-Bretagne du 25 mai au 29 juin 1796. Ces élections sont remportées par le parti tory de William Pitt.